# Innere Hebriden

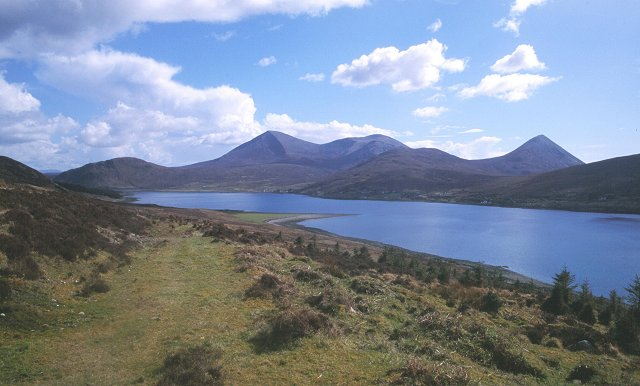
Scalpay, Blick nach Süden auf Skye

Die Inneren Hebriden sind eine Inselgruppe im Atlantischen Ozean an der Nordwestküste Schottlands. Die meisten der Inneren Hebriden gehören zum Argyll & Bute Council, während die Insel Skye und kleine Nachbarinseln zur Council Area Highland gehören. Zusammen mit den nordwestlich gelegenen Äußeren Hebriden bilden sie die Hebriden. Trennlinie sind unter anderem die Meerengen Little Minch und North Minch.
Die Inneren Hebriden sind heute eine beliebte Ferienregion. Besondere Anziehungspunkte sind die Inseln Skye, Iona, von der aus Schottland christianisiert wurde, und Staffa.

## Geographie
Zu den Inneren Hebriden gehören, von Nord nach Süd, die folgenden Inseln.

### Die Inseln
(im Uhrzeigersinn von Norden)
- Skye
- Trodday
- Rona
- Raasay
- Scalpay
- Crowlin Islands
- Longay
- Pabay
- Soay
- Wiay
- Isay
- Ascrib Islands

### Small Isles
- Canna
- Sanday
- Rùm
- Eigg
- Muck

### Mull und seine Nachbarinseln

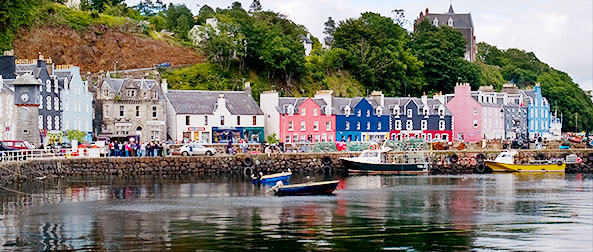
Tobermory auf Mull

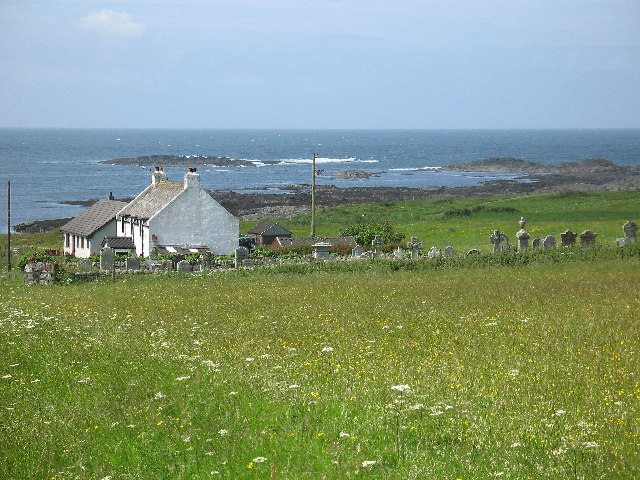
Auf Colonsay

(im Uhrzeigersinn von Norden)
- Mull
- Lismore
- Eilean Musdile
- Kerrera
- Seil
- Luing
- Shuna
- Lunga
- Scarba
- Iona
- Staffa
- Inch Kenneth
- Eorsa

### Südlich von Mull liegende Inseln
- Ulva
- Treshnish Isles
- Tiree
- Coll
- Colonsay
- Oronsay
- Jura
- Islay
- Danna
- Gigha

### Die zehn größten Inseln der Inneren Hebriden

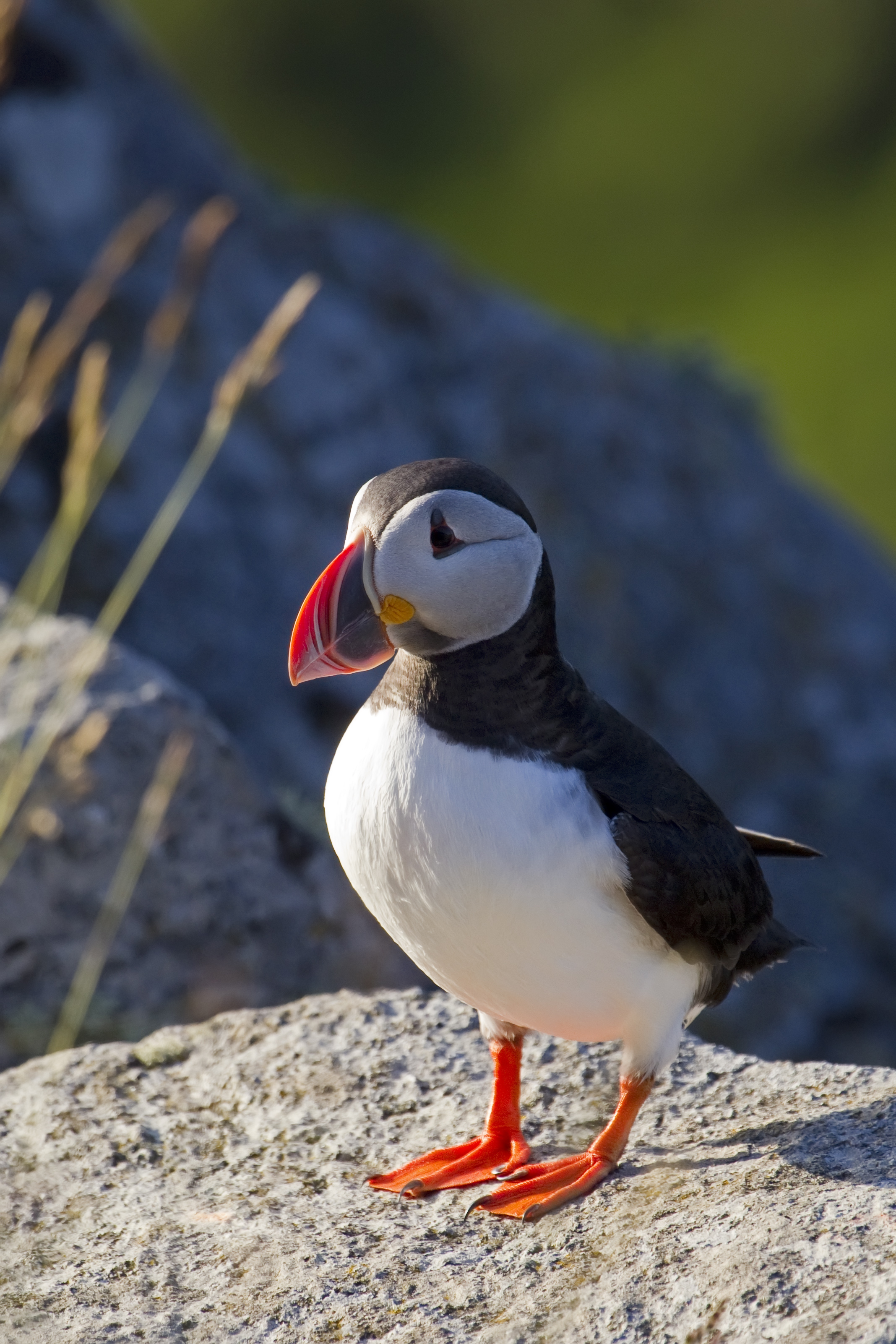
Der Papageitaucher brütet auf den Inneren Hebriden

| Name     | Fläche [in km²] | Einwohner (2001) | Höchste Erhebung [in m] |
| -------- | --------------- | ---------------- | ----------------------- |
| Skye     | 1.385/1.656,3 1 | 9.282            | 993                     |
| Mull     | 875,4           | 2.667            | 966                     |
| Islay    | 619,6           | 3.457            | 491                     |
| Jura     | 366,9           | 188              | 785                     |
| Rùm      | 104,6           | 22               | 812                     |
| Tiree    | 78,3            | 770              | 141                     |
| Coll     | 76,9            | 164              | 104                     |
| Colonsay | 40,7            | 108              | 143                     |
| Eigg     | 30,5            | 67               | 393                     |
| Lismore  | 23,5            | 146              | 127                     |

### Geologie
Die vorherrschenden Gesteine sind vulkanischen Ursprungs. Es finden sich Gneise, Granite und tertiäre Vulkanite wie Basalt. Die jüngsten dieser Gesteine sind etwa 60 Millionen Jahre alt. Die Landschaft wurde durch Gletscher geformt. 
Die Black Cuillin auf Skye bestehen aus Gabbro, die Red Hills aus Granit. Auf Skye kommen auch Kalkstein und Sandstein aus dem Jura vor. Der Berg The Storr und der bizarre, aufrecht ragende Fels Old Man of Storr sind Relikte dieser Zeit.

## Wirtschaft
Eine Haupteinnahmequelle stellt der Tourismus dar. Bekannt sind die Inneren Hebriden auch für zahlreiche Whisky-Marken wie Laphroaig und Talisker. Auf der Insel Islay ist die Zahl der Brennereien besonders hoch.

## Kultur
Besonders auf Islay wird der Sonntag als Ruhetag gefeiert und als Ruhetag eingehalten. Den Höhepunkt bildet der Kirchgang; abgesehen davon kommt das öffentliche Leben weitgehend zum Erliegen.